# Monogramma linearis
Monogramma linearis là một loài dương xỉ trong họ Pteridaceae. Loài này được Kaulf. mô tả khoa học đầu tiên năm 1820.
Danh pháp khoa học của loài này chưa được làm sáng tỏ. 